# Vladivoj Češki
Vladivoj (češko Vladivoj, poljsko Władywoj) je bil od leta 1002 do svoje smrti vojvoda Češke, * okoli 981, † januar 1003. 

## Življenje
Vladivoj  je bil verjetno član poljske dinastije Pjastov, morda drugi sin Dubravke, hčerke češkega vojvode Boleslava I., in njenega moža, poljskega vojvode Mješka I., ali njegov daljni  sorodnik. Ko je bil vojvoda Boleslav III. v uporu čeških plemičev Vršovcev odstavljen, so češki plemiči leta 1002 za svojega vojvodo izvolili Vladivoja, ki je pred tem pobegnil na Poljsko. Češki zgodovinar Dušan Třeštík trdi, da je Vladivoj zasedel češki prestol s podporo poljskega vojvode Boleslava I. Hrabrega. Novembra istega leta je dobil tudi podporo nemškega kralja Henrika II., ki mu je podelil v fevd Vojvodino Češko. 
Ko je Vladivoj leta 1003 umrl, verjetno zaradi posledic alkoholizma, je Boleslav Hrabri vdrl na Češko in na prestol vrnil Boleslava III. Slednji je po prihodu na oblast pobil veliko čeških plemičev. Pokol klana Vršovci pri Vyšehradu, ki ga je ukazal Boleslav III., je pripeljal do njegove odstavitve. Nasledil ga je njegov mlajši brat Jaromir.